# Cywilizacja prawosławna

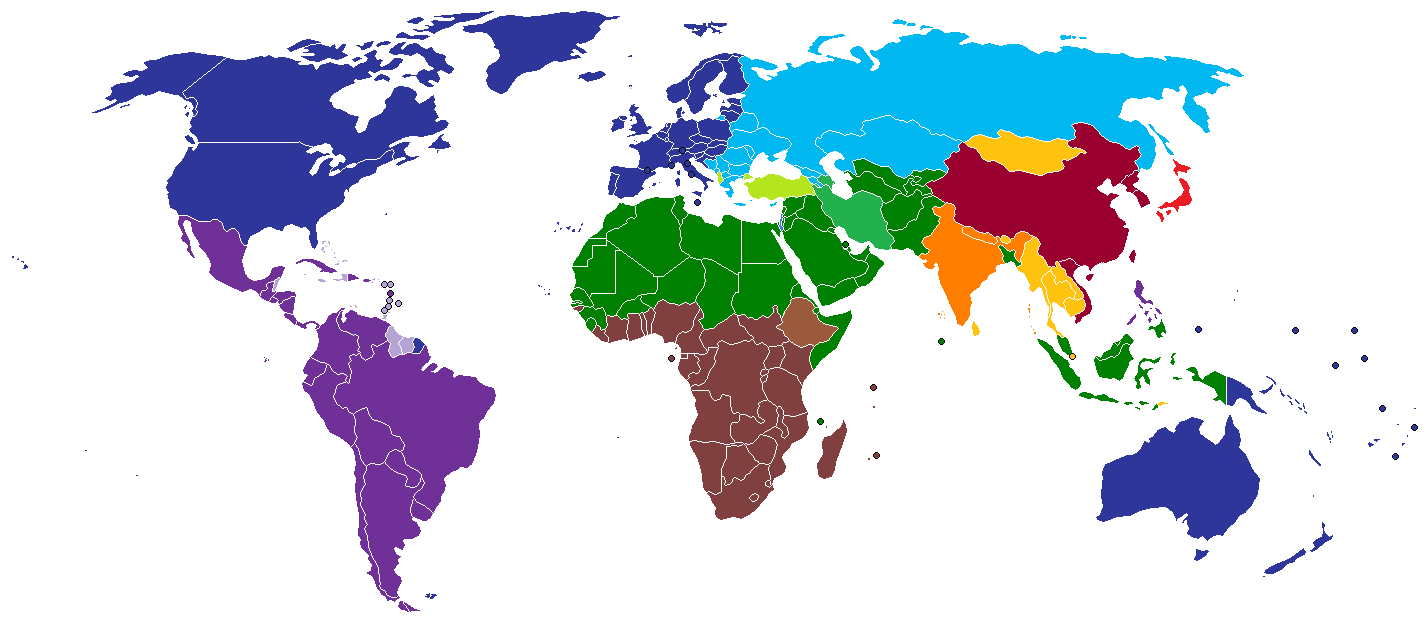
Kraje zaliczane do cywilizacji prawosławnej zaznaczone są na jasnoniebiesko (Samuel P. Huntington)

Cywilizacja prawosławna – jedna z cywilizacji wyróżnianych przez Samuela Huntingtona w pracy Zderzenie cywilizacji.
W ujęciu Samuela Huntingtona na obszarach, gdzie dominującą religią jest prawosławie, powstała specyficzna cywilizacja oparta na odrzuceniu demokracji na rzecz różnych form autokratycznych i ogromnych różnicach w poziomie życia oraz technologii pomiędzy centrami (zwłaszcza Moskwą) a prowincją. Przyczyn takiego stanu rzeczy Huntington upatrywał w bizantyjskim rodowodzie kultury tego obszaru, utrwaleniu się w toku historii (niewola tatarska, carat) niedemokratycznych form władzy oraz ograniczonemu kontaktowi z zachodnimi ruchami kulturalnymi i umysłowymi, zwłaszcza renesansem i oświeceniem.
Do obszaru cywilizacji prawosławnej Huntington zaliczał obszar byłego Związku Radzieckiego oraz Grecję, Rumunię, Bułgarię i Serbię.
Huntington przewidywał szybki upadek cywilizacji prawosławnej poprzez jej kulturowe zlanie się z cywilizacją zachodnią, jego zdaniem ten proces już rozpoczął się po rozpadzie ZSRR. Twierdził również, że niektóre obszary tradycyjnie przynależne cywilizacji prawosławnej są obecnie przejmowane przez cywilizację islamską.
Inni historiozofowie różnie nazywają tę cywilizację, Arnold Joseph Toynbee określa ją jako ortodoksyjnochrześcijańską (odgałęzienie w Rosji). Feliks Koneczny określał cywilizację panującą w Rosji jako turańską.
Pojęcie cywilizacji prawosławnej, jako określenie wspólnego obszaru kulturowego krajów zamieszkanych przez większość wyznawców prawosławia i zarazem podstawy przyszłej współpracy tych krajów, zostało przejęte przez rosyjskie koła rządowe związane z prezydentem Władimirem Putinem. W rosyjskiej publicystyce cywilizacji prawosławnej przypisywane są jednak nieco inne cechy – zdolność do pokojowego współistnienia (w szczególności z islamem), zachowanie tradycyjnej duchowości w odróżnieniu od laickiego Zachodu.